# فورست إكرز
فورست إكرز (كارولاينا الجنوبية) (بالإنجليزية: Forest Acres, South Carolina)‏ هي مدينة تقع في الولايات المتحدة في مقاطعة ريتشلاند (كارولاينا الجنوبية). يقدر عدد سكانها بـ 10,361 نسمة ومساحتها 12.9 كم2 وترتفع عن سطح البحر 77 متر.

## التركيبة السكانية
حدّد مكتب تعداد الولايات المتحدة بيانات التركيبة السكانية لفورست إكرز في تعداد الولايات المتحدة. في ما يلي، التركيبة السكانية حسب تعدادي 2000 و2010.

### تعداد عام 2000
بلغ عدد سكان فورست إكرز 10,558 نسمة بحسب تعداد عام 2000، وبلغ عدد الأسر 4,987 أسرة وعدد العائلات 2,842 عائلة مقيمة في المدينة. في حين سجلت الكثافة السكانية 820.4 نسمة لكل كيلومتر مربع (2,124.8/ميل2). وبلغ عدد الوحدات السكنية 5,232 وحدة بمتوسط كثافة قدره 406.5 لكل كيلومتر مربع (1,052.8/ميل2).
وتوزع التركيب العرقي للمدينة بنسبة 80.87% من البيض و15.52% من الأمريكيين الأفارقة و0.19% من الأمريكيين الأصليين و1.16% من الأمريكيين ذوي الأصول الآسيوية و0.01% من سكان جزر المحيط الهادئ و1.02% من الأعراق الأخرى و1.22% من عرقين مختلطين أو أكثر و2.54% من الهسبانيون أو اللاتينيون من أي عرق.
بلغ عدد الأسر 4,987 أسرة كانت نسبة 23.9% منها لديها أطفال تحت سن الثامنة عشر تعيش معهم، وبلغت نسبة الأزواج القاطنين مع بعضهم البعض 44% من أصل المجموع الكلي للأسر، ونسبة 10.7% من الأسر كان لديها معيلات من الإناث دون وجود شريك، بينما كانت نسبة 2.2% من الأسر لديها معيلون من الذكور دون وجود شريكة وكانت نسبة 43% من غير العائلات. تألفت نسبة 37.3% من أصل جميع الأسر من عدة أفراد يعيشون في نفس المنزل ونسبة 15.9% كانت تتألف من شخص يعيش بمفرده يبلغ من العمر 65 عاماً أو أكثر. وبلغ متوسط حجم الأسرة المعيشية 2.09، أما متوسط حجم العائلات فبلغ 2.76.
بلغ العمر الوسطي للسكان 42.5 عاماً. وكانت نسبة 19.3% من القاطنين تحت سن الثامنة عشر، وكانت نسبة 6.6% بين الثامنة عشر والرابعة والعشرين عاماً، ونسبة 27.6% كانت واقعةً في الفئة العمرية ما بين الخامسة والعشرين والرابعة والأربعين عاماً، ونسبة 23.7% كانت ما بين الخامسة والأربعين والرابعة والستين، ونسبة 21.6% كانت ضمن فئة الخامسة والستين عاماً فما فوق. يوجد لكل 100 أنثى 81.2 ذكر، ويوجد لكل 100 أنثى في الثامنة عشر من عمرها فما فوق 77.5 ذكر.

### تعداد عام 2010
بلغ عدد سكان فورست إكرز 10,361 نسمة بحسب تعداد عام 2010، وبلغ عدد الأسر 4,880 أسرة وعدد العائلات 2,682 عائلة مقيمة في المدينة. في حين سجلت الكثافة السكانية 805.1 نسمة لكل كيلومتر مربع (2,085.2/ميل2). وبلغ عدد الوحدات السكنية 5,376 وحدة بمتوسط كثافة قدره 417.7 لكل كيلومتر مربع (1,081.8/ميل2).
وتوزع التركيب العرقي للمدينة بنسبة 76.01% من البيض و19.40% من الأمريكيين الأفارقة و0.21% من الأمريكيين الأصليين و1.50% من الأمريكيين ذوي الأصول الآسيوية و0.06% من سكان جزر المحيط الهادئ و0.97% من الأعراق الأخرى و1.85% من عرقين مختلطين أو أكثر و3.02% من الهسبانيون أو اللاتينيون من أي عرق.
بلغ عدد الأسر 4,880 أسرة كانت نسبة 24.3% منها لديها أطفال تحت سن الثامنة عشر تعيش معهم، وبلغت نسبة الأزواج القاطنين مع بعضهم البعض 40% من أصل المجموع الكلي للأسر، ونسبة 11.3% من الأسر كان لديها معيلات من الإناث دون وجود شريك، بينما كانت نسبة 3.7% من الأسر لديها معيلون من الذكور دون وجود شريكة وكانت نسبة 45% من غير العائلات. تألفت نسبة 38.7% من أصل جميع الأسر من عدة أفراد يعيشون في نفس المنزل ونسبة 16.2% كانت تتألف من شخص يعيش بمفرده يبلغ من العمر 65 عاماً أو أكثر. وبلغ متوسط حجم الأسرة المعيشية 2.11، أما متوسط حجم العائلات فبلغ 2.83.
بلغ العمر الوسطي للسكان 43.0 عاماً. وكانت نسبة 21% من القاطنين تحت سن الثامنة عشر، وكانت نسبة 6.9% بين الثامنة عشر والرابعة والعشرين عاماً، ونسبة 24.3% كانت واقعةً في الفئة العمرية ما بين الخامسة والعشرين والرابعة والأربعين عاماً، ونسبة 28.8% كانت ما بين الخامسة والأربعين والرابعة والستين، ونسبة 19.1% كانت ضمن فئة الخامسة والستين عاماً فما فوق. وتوزع التركيب الجنسي للسكان بنسبة 45.9% ذكور و54.1% إناث.